# Libuše
|  | per a l'òpera de Smetana, vegeu Libuše (Smetana) |

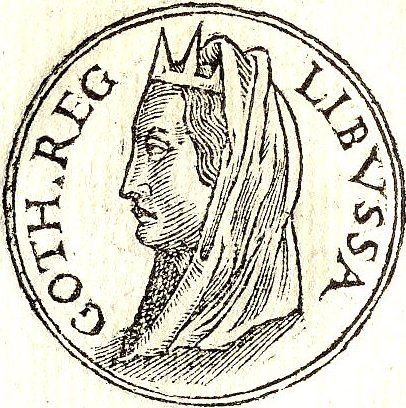
Moneda o segell de Libussa

Libuše (Libussa en alemany) (Bohèmia, 680 - 730), segons la llegenda, era filla del rei Krok, senyor de Vyšehrad, i fou la fundadora de la ciutat de Praga.
A la mort del seu pare, fou nomenada regenta del regne, per la seva gran prudència. Però el poble estava cansat de la sobirania femenina, i l'obligà aprendre marit, per la qual cosa Libuše es casà amb Premysl, senyor de Staditz. D'aquest matrimoni, provenen els ascendents del llegendari llinatge que fins al 1306 ocupà el tron de Bohèmia.
El Libusia Soud, també nomenat Zalenohorsky Rukopis o Grünberger Handuchrift, fragment èpic descobert el 1817 a Grünberg en els arxius del príncep Colloredo i reimprès diverses vegades, especialment en el Kralovedvor, parla d'aquesta princesa. Aquest fragment, segons alguns, és el text més antic de la poesia eslava de Bohèmia, i ha donat lloc a nombroses polèmiques, puix la seva autenticitat, tinguda com a article de fe nacional pels patriotes txecs, ha estat posada en dubte per alguns, basant-se en sòlids arguments.
La llegenda de Libuše donà a Clemens Brentano matèria per al seu drama Die Gründung Prags (1815), a Franz Grillparzer per a la seva tragèdia Libussa, així com al compositor Bedřich Smetana, que va compondre l'òpera Libuše (1869), dedicada també a aquest personatge.